# Jod
Jod är ett icke-metalliskt grundämne som tillhör gruppen halogener. Jod är dock det näst minst reaktiva (efter Astat) grundämnet i denna grupp.

## Historia
Jod upptäcktes av Bernard Courtois år 1811 i tångaska, som användes för utvinning av natriumkarbonat. Joseph Louis Gay-Lussac, som fick ta del av provet, konstaterade att det troligen var fråga om ett nytt grundämne och kallade det iode (grek. iodes, violfärgad). Ampère gav i november 1813 ett prov av ämnet till Humphry Davy, som fastslog att det var ett grundämne liknande klor och framställde en rad jodföreningar, t. ex. kaliumjodat och fosfoniumjodid, och föreslog namnet iodine. Både Gay-Lussac och Davy publicerade sina resultat 1814, och en strid bröt ut om vem som hade upptäckt jod först.

## Egenskaper
Jod bildar stålgrå, glänsande tunga kristaller uppbyggda av I2-molekyler. De smälter vid 114 °C och kokar vid 184 °C. Men redan vid lindrig upphettning (under smältpunkten) sublimerar joden märkbart och bildar en violett ånga. Vid ca 1 000 °C bildas fria jodatomer. Jod löser sig något, 0,029 g, i 100 ml rent vatten men bättre, cirka 20 g, i 100 ml alkohol, båda med gulbrun färg. I icke-polära lösningsmedel blir lösningen violett. Jod bildar med stärkelse ett blått komplex. Denna reaktion kan användas för analytiska ändamål. 
Jod reagerar med koncentrerad ammoniak varvid kvävetrijodid bildas, ett svartbrunt, kristallint, mycket stötkänsligt ämne. Vid minsta mekaniska påverkan exploderar kvävetrijodidkristaller under bildandet av kvävgas och gasformigt jod.

## Medicinska effekter
Jod, är antiseptiskt och så kallad jodlösning (en brun vätska) finns på apotek för tvättbehandling av sår. Olika vätskor har använts för att lösa jod, t.ex. sprit, kaliumjodidlösning (KI vilken löser jod under bildning av kaliumtrijodid KI3) och vissa tensider s.k. jodoforer. Även jodorganiska föreningar som lätt avger jod har använts.
Jod når kroppen i formen Na+/I-. Jodiden katalyseras av tyreoperoxidas till jod i sköldkörteln. Jod är nödvändigt för syntes av sköldkörtelhormonerna, som bland annat reglerar ämnesomsättningen i kroppen. För lågt dagligt intag av jod kan orsaka symptom som struma. I Sverige är risken för jodbrist ganska liten. Hos barn kan brist medföra hämmad tillväxt och hämmad mental utveckling, kretinism.
För stort intag av jod kan ge Jod-Basedows sjukdom eller Wolff-Chaikoffs sjukdom, vilka kan misstas för giftstruma respektive hypotyreos. Hypotyroida tillstånd kan uppstå av jodbrist.
Rekommenderat dagligt intag är för barn 50–120 μg samt för vuxna män och kvinnor 150 μg (gravida/ammande 175/200 μg). Se vidare RDI-tabell. De största jod-källorna i maten är fisk, skaldjur, ägg, mejeriprodukter och jodberikat salt. Även alger är en rik jodkälla.
131I är en klyvningsprodukt i kärnreaktorer. Isotopen har en halveringstid på 8 dagar. Vid Tjernobylolyckan och vid haveriet i Fukushima I delade myndigheterna ut tabletter med stabilt jod för att förhindra att den radioaktiva isotopen skulle upptas i sköldkörteln. Genom att ta jodtabletter ser man till att sköldkörteln är mättad med jod och inte kan ta upp mer.

## Förekomst och framställning
Jod förekommer i havsvatten (0,05 ppm) och i berggrunden (0,5 ppm). Det utvinns i ren form genom oxidation av jodidlösningar med klor och renas genom sublimering.

## Användning
Jod används vid tillverkning av organiska jodföreningar, och används som desinfektionsmedel. Kaliumjodid används som tillsats till salt för att motverka struma, och silverjodid används i svartvit fotografisk film. Vidare har jod och dess föreningar stor användning inom organisk syntes.
Jod används även i halogenlampor där det reagerar med volfram vid lindrig upphettning och under bildning av en flyktig jodid löser upp den volframmetall som avdunstar från glödtråden och avsätts på lampglaset. Volframjodiden sönderdelas vid hög temperatur och avsätter åter volfram på den heta glödtråden, vilket gör att lampans livslängd förlängs avsevärt.
I sjukvården kallas 131I för radiojod och används för strålbehandling av giftstruma och sköldkörtelcancer.